# Problema d'escacs

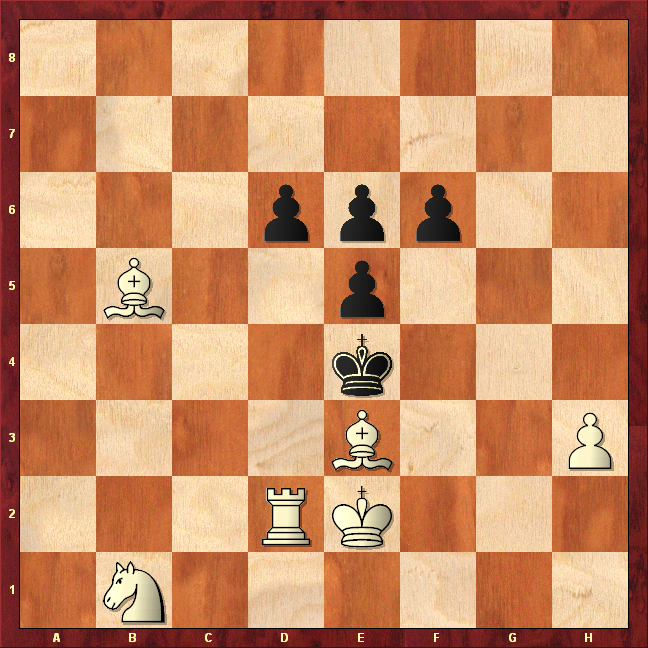
Juguen les blanques i fan escac i mat en dos moviments.

Un problema d'escacs és un passatemps gràfic que consisteix a trobar el desenllaç d'una partida d'escacs a partir d'una posició determinada. L'enunciat del problema es redueix normalment al color al qual li toca fer el següent moviment i el color guanyador. Addicionalment, de vegades, s'indica el nombre de jugades restants. Per exemple: juguen blanques i guanyen en tres moviments o simplement juguen blanques i guanyen.
Sovint, els problemes corresponen a partides històriques de Grans Mestres.

## Tipus de problemes
Els problemes es classifiquen segons el reglament o les peces que s'utilitzen.

### Problemes heterodoxos
Els problemes heterodoxos comformen els problemes amb les regles dels escacs però amb un objectiu inusual.
- Mat ajudat (notació hn# o h#n): les negres juguen primer i fan el possible per ajudar a les blanques a fer-los'hi escac i mat en n moviments (els dos bàndols hi colˑlaboren).
- Mat provocat (notció sn# o s#n) - les blanques juguen i forcen a les negres a fer-los'hi escac i mat en n moviments, sigui quin sigui el moviment de les negres (no hi ha colˑlaboració).